# Saint-Germain-sur-Ille
Saint-Germain-sur-Ille är en kommun i departementet Ille-et-Vilaine i regionen Bretagne i nordvästra Frankrike. Kommunen ligger i kantonen Saint-Aubin-d'Aubigné som tillhör arrondissementet Rennes. År 2022 hade Saint-Germain-sur-Ille 1 023 invånare.

## Befolkningsutveckling
Antalet invånare i kommunen Saint-Germain-sur-Ille
Referens:INSEE